# 3764 Holmesacourt
3764 Holmesacourt è un asteroide della fascia principale. Scoperto nel 1980, presenta un'orbita caratterizzata da un semiasse maggiore pari a 2,2491241 UA e da un'eccentricità di 0,0912720, inclinata di 4,87775° rispetto all'eclittica.
L'asteroide è dedicato Robert Holmes a Court, avvocato, uomo d'affari e filantropo australiano.